# Вануату на летних Олимпийских играх 1992
Вануату принимала участие в Летних Олимпийских играх 1992 года в Барселоне (Испания) во второй раз за свою историю, но не завоевала ни одной медали. Сборную страны представляло 6 спортсменов, в том числе две женщины, принимавшие участие в соревнованиях легкоатлетов, в беговых дисциплинах. Все спортсмены не смогли преодолеть первый раунд соревнований.

## Результаты

### Лёгкая атлетика
Спортсменов — 6
Мужчины
| Спортсмен      | Вид   | Забег     | Забег | Четвертьфинал | Четвертьфинал | Полуфинал | Полуфинал | Финал     | Финал     |
| Спортсмен      | Вид   | Результат | Место | Результат     | Место         | Результат | Место     | Результат | Место     |
| -------------- | ----- | --------- | ----- | ------------- | ------------- | --------- | --------- | --------- | --------- |
| Флетчер Вамили | 100м  | 11,41     | 8     | Не прошёл     | Не прошёл     | Не прошёл | Не прошёл | Не прошёл | Не прошёл |
| Бэптист Фириам | 400м  | 48,98     | 7     | Не прошёл     | Не прошёл     | Не прошёл | Не прошёл | Не прошёл | Не прошёл |
| Бэптист Фириам | 800м  | 1.57,96   | 7     | Не прошёл     | Не прошёл     | Не прошёл | Не прошёл | Не прошёл | Не прошёл |
| Ансел Налау    | 1500м | 4.13,88   | 13    | Не прошёл     | Не прошёл     | Не прошёл | Не прошёл | Не прошёл | Не прошёл |
| Таваи Кейруан  | 5000м | 15.27,46  | 13    | Не прошёл     | Не прошёл     | Не прошёл | Не прошёл | Не прошёл | Не прошёл |

Женщины
| Спортсмен          | Вид              | Забег     | Забег | Четвертьфинал | Четвертьфинал | Полуфинал | Полуфинал | Финал     | Финал     |
| Спортсмен          | Вид              | Результат | Место | Результат     | Место         | Результат | Место     | Результат | Место     |
| ------------------ | ---------------- | --------- | ----- | ------------- | ------------- | --------- | --------- | --------- | --------- |
| Мэри-Эстель Капалу | 400м             | 56,78     | 7     | Не прошла     | Не прошла     | Не прошла | Не прошла | Не прошла | Не прошла |
| Мэри-Эстель Капалу | 400м с барьерами | 1.00,97   | 7     | Не прошла     | Не прошла     | Не прошла | Не прошла | Не прошла | Не прошла |
| Андреа Гараэ       | 800м             | 2.28,61   | 7     | Не прошла     | Не прошла     | Не прошла | Не прошла | Не прошла | Не прошла |